# Ce qu'on voit dans un télescope
Pour plus de détails, voir Fiche technique et Distribution.
Ce qu'on voit dans un télescope est un film britannique de George Albert Smith, réalisé en 1900.
Dans ce film, George Albert Smith réalise le premier essai d'utilisation d'un gros plan à l'intérieur d'un plan plus large (plan de demi-ensemble) pour expliquer ce qu'épie un voyeur. Un procédé de prises de vues et de montage qu'il reprend la même année dans un film fondamental de l'histoire du langage du cinéma : La Loupe de grand-maman.
George Albert Smith fait partie de l'École de Brighton.

## Synopsis
Un vieux monsieur, assis sur un tabouret dans la rue avec son télescope, observe le ciel puis abaisse son instrument jusqu'à une scène qui se déroule dans la rue et qui l'intéresse au plus haut point : un homme galant aide une belle cycliste à se mettre en selle, et ce faisant, en profite pour lui caresser le mollet (vu en gros plan dans une découpe ronde). La cycliste démarre, le galant, ayant aperçu le voyeur, passe près de lui et bouscule le tabouret, causant sa chute.

## Fiche technique
- Titre original : As Seen Through a Telescope
- Titre français : Ce qu'on voit dans un télescope
- Titre québécois : L'Astronome indiscret
- Réalisation : George Albert Smith
- Production : G.A.S. Films
- Format : 35 mm à double jeu de 4 perforations Edison par photogramme, noir et blanc, muet
- Pays :  Royaume-Uni
- Date de sortie : Royaume-Uni : 1900

## Analyse
« Cette première expérimentation de montage était en avance sur la plupart des cinéastes de l'époque, et rétrospectivement, elle apparaît comme étant la première pierre des fondations du langage filmique comme nous l'entendons aujourd'hui. »
« Alors que William Kennedy Laurie Dickson, William Heise, Louis Lumière, Alexandre Promio, Alice Guy, Georges Méliès, bref, les inventeurs du cinéma primitif, ne dérogent pas à l’habitude, tout à la fois photographique et scénique, de tourner une seule prise de vues pour filmer une action unique dans un même lieu, George Albert Smith, lui, va décrire une action unique se déroulant en un même lieu, à l’aide de plusieurs prises de vues qui sont reliées entre elles par la seule logique visuelle. Ce qu’on appellera plus tard le découpage, le découpage en plans de l’espace à filmer. George Albert Smith a compris que le plan est l’unité créatrice du film. »